# وسیور
وسیور (به لاتین: Vassivere) یک روستا در استونی است که در دهستان لاکوره واقع شده‌است.